# بيلي لي
بيلي لي (بالإنجليزية: Billy Lee)‏ (12 أغسطس 1878 بويست بروميتش في المملكة المتحدة - 5 نوفمبر 1934 بوالسال في المملكة المتحدة) هو لاعب كرة قدم بريطاني (وحمل سابقاً جنسية المملكة المتحدة لبريطانيا العظمى وأيرلندا) في مركز الهجوم. لعب مع نادي بورتسموث ونادي غيلينغهام ووست بروميتش ألبيون.